# Јулијевци-Клаудијевци
Јулијевци-Клаудијевци, односно Јулијевско-клаудијевска династија, термин је којим се означавају првих пет римских царева, који су се на престолу налазили од 27. п. н. е., када је Октавијан Август успоставио поредак познат под називом принципат, до 68. године, када је цар Нерон извршио самоубиство. Свих пет царева били су путем брачних веза и усвајања повезани с патрицијским римским родовима Јулијеваца (Ivlii) и Клаудијеваца (Clavdii).
Свих пет владара је пратио сличан образац, на власт су дошли кроз породичне везе, Царству су освојили нове територије, покренули велике грађевинске пројекте и волео их је народ, али су их сваки пут њихови сенатори одбацили.

## Номеклатура
Јулије и Клаудије су била два римска породична имена; на класичном латинском, заузели су друго место. Римска породична имена су се наслеђивала са оца на сина, али је римски аристократа могао — било за живота или у тестаменту — усвојити наследника ако му је недостајао природни син. У складу са римским конвенцијама о именовању, усвојени син би своје првобитно презиме заменио именом своје усвојене породице. Чувени пример овог обичаја је што је Јулије Цезар усвојио свог пранећака, Гаја Октавија.
Примогенитура је приметно одсутна у историји Јулио-Клаудијеве династије. Август, Калигула и Нерон нису успели да створе биолошке и законите синове. Тиберијев рођени син, Друс је умро. Само је Британик је надживео Клаудија, иако је он одлучио да свог усвојеног сина Нерона унапреди као наследника престола. Усвајање је на крају постало оруђе које је већина Јулио-Клаудијевских царева користила како би унапредила свог изабраног наследника на чело наследства. Август — и сам усвојени син свог прастрица, римског диктатора Јулија Цезара — усвојио је свог посинка Тиберија као свог сина и наследника. Тиберије је, заузврат, морао да усвоји свог нећака Германика, Калигулиног оца и Клаудијевог брата. Калигула је усвојио свог рођака Тиберија Гемела (унука цара Тиберија) непосредно пре него што га је погубио. Клаудије је усвојио свог пранећака и посинка Нерона, који је, у недостатку сопственог природног или усвојеног сина, окончао владавину династије Јулије-Клаудије својим падом с власти и каснијим самоубиством.
Август (Imperator Caesar Divi Filius Augustus), као Цезаров усвојени син и наследник, одбацио је породично име свог природног оца и у почетку се преименовао у „Гајус Јулијус Цезар“ по свом усвојитељу. Такође је био обичај да усвојени син призна своју првобитну породицу додавањем додатног имена на крају свог новог имена. Као такво, Августово усвојено име би било „Гај Јулије Цезар Октавијан“. Међутим, нема доказа да је икада користио име Октавијан.
Након Августовог успећа као првог цара Римског царства 27. пне, његова породица је постала де факто краљевска кућа, позната у историографији као „династија Јулио-Клаудијеваца“. Из различитих разлога, Јулио-Клаудијци су следили пример Јулија Цезара и Августа користећи усвајање као оруђе за династичко наслеђе. Следећа четири цара су била блиско повезана комбинацијом крвног сродства, брака и усвојења.
Тиберије (Tiberius Caesar Divi Augusti Filius Augustus), Клаудије по рођењу, постао је Августов посинак након брака са Ливијом, која се притом развела од Тиберијевог природног оца. Тиберијева веза са јулијанском страном царске породице постала је ближа када се оженио Августовом једином ћерком, Јулијом Старијом. На крају је наследио Августа као цара 14. године након што је постао усвојени син и наследник свог очуха.
Калигула (Gaius Julius Caesar Augustus Germanicus) је рођен у јулијанској и клаудијској грани царске породице, чиме је постао први стварни „јулио-клаудијевски” цар. Његов отац, Германик, био је син Нерона Клаудија Друза и Антоније млађе, син Ливије и кћери Октавије млађе. Германик је такође био Августов пранећак по мајчиној страни и Тиберијев нећак по очевој страни. Његова жена, Агрипина старија, била је Августова унука. Преко Агрипине, Германикова деца — укључујући Калигулу — била су Августова праунучад. Када је Август усвојио Тиберија, од овог се захтевало да усвоји и најстаријег сина свог брата, чиме је омогућио Германиковој страни царске породице да наследи Јулијев номен.
Клаудије (Tiberius Claudius Caesar Augustus Germanicus), млађи брат Германика, био је Клаудије по страни свог оца Нерона Клаудија Друза, млађег Тиберијевог брата. Међутим, преко своје мајке Антоније млађе био је у сродству са јулијанском граном царске породице. Као Антонијин син, Клаудије је био Августов пранећак. Штавише, он је такође био Августов посинак због чињенице да је његов отац био Августов посинак. За разлику од Тиберија и Германика, који су обојица рођени као Клаудијци и постали усвојени Јулијанци, Клаудије није усвојен у Јулијанску породицу. Међутим, када је постао цар, свом пуном имену је додао јулијански когномен Цезар.
Нерон (Nero Claudius Caesar Augustus Germanicus) је био пра-праунук Августа и Ливије преко своје мајке Агрипине млађе. Млађа Агрипина је била ћерка Германика и Агрипине старије, као и Калигулина сестра. Преко своје мајке, Нерон је био у крвном сродству са јулијанском и клаудијском граном царске породице. Међутим, рођен је у породици Домити Ахенобарби по очевој страни. Нерон је по имену постао Клаудијанац као резултат Агрипининог брака са њеним ујаком Клаудијем, који је на крају усвојио њеног сина као свог. Он је наследио Клаудија 54. године нове ере, поставши последњи директни Августов потомак који је владао Римским царством. У року од годину дана од Нероновог самоубиства 68. године нове ере, Јулио-Клаудијевску династију су наследили Флавијански цареви након кратког грађанског рата око упражњеног царског престола.

## Историја
Октавијан Август, први римски цар је припадао роду Јулијеваца јер га је усинио Јулије Цезар, брат његове баке, након Цезарове смрти. Тиберије, кога је Август одредио за наследника, припадао је роду Клаудијеваца, али је након посвојења од стране Августа постао члан и рода Јулијеваца. Последња три цара јулијевско-клаудијевске династије имала су заједничко јулијевско-клаудијевско порекло, али нису званично припадали роду Јулија. Веза је прекинута када Тиберије није усинио Гаја Калигулу. Калигула је имао заједничко јулијско-клаудијевско порекло, а био је и рођени Августов праунук. Клаудије је припадао роду Клаудијеваца, али је истовремено био и члан рода Јулијеваца преко своје баке с мајчине стране, Октавије Старије, Августове сестре, чија је пак бака са мајчине стране била Јулија, сестра Јулија Цезара. Нерон је такође делио заједничке јулијевско-клаудијевске претке и био је рођени Августов чукунунук.
Занимљиво је колико се често међу владарима јулијевско-клаудијевске династије наилази на крвно сродство ујака односно нећака у другом колену:
- 1) Август је био Цезаров сестрић у другом колену Јулија Цезара (и његов усвојени син).
- 2) Калигула је био Тиберијев синовац у другом колену (и његов усвојени син)
- 3) Клаудије је био сестрић у другом колену.
- 4) Нерон је био Клаудијев сестрић у другом колену (и његов усвојени син)).

Осим тога, цар је понекад своме наследнику био очух, дакле постојао је однос успостављен путем брачних веза:
- 1) Август је био Тиберијев очух.
- 2) Нерон, поред тога што је био Клаудијев сестрић у другом колену, био је такође његов посинак (његова мајка Агрипина Млађа била је Клаудијева братичина а истовремено и Клаудијева четврта жена). Често је присутан и однос стриц/синовац: Тиберије је био Клаудијев стриц, а Клаудије Калигулин.

Ниједан јулијевско-клаудијевски цар није био директни потомак у крвном сродству са својим непосредним претходником. И Тиберије и Клаудије имали су директних потомака (Тиберијев унук Тиберије Гемел, Клаудијев син Британик), али су за наследнике престола обојица одабрала своје нећаке у другом колену.
- Август (27. п. н. е. ― 14. н. е.)
- Тиберије (14―37)
- Калигула (37―41)[6][7][8]
- Клаудије (41―54)
- Нерон (54―68)

## Успон и пад Јулијеваца-Клаудијаца

### Аугуст
У недостатку мушког детета и наследника, Август је оженио своје једино дете — ћерку — Јулију за свог нећака Марка Клаудија Марцела. Марцел је, међутим, умро од тровања храном 23. пне. Август је потом удао своју ћерку удовицу за свог оданог пријатеља, Марка Випсанија Агрипу, који је раније био ожењен Августовом нећаком, Марцеловом сестром. У овом браку је рођено петоро деце, три сина и две ћерке: Гај Цезар, Луције Цезар, Јулија Млађа, Агрипина Старија и Агрипа Постум.
Гаја и Луција, прво двоје деце Јулије и Агрипе, усвојио је Август и постали наследници престола; међутим, Август је такође показао велику наклоност према двоје деце своје жене Ливије из њеног првог брака: Тиберију и Друзу. Биле су то успешне војсковође које су се бориле против варварских германских племена.
Агрипа је умро 12. пне, а Тиберију је Август наредио да се разведе од своје жене Випсаније Агрипине, ћерке Агрипе из првог брака, и ожени се својом полусестром, двоструко удовицом Јулијом. Друс, Тиберијев брат, умро је 9. пне након што је пао са коња. Тиберије је био део Августових трибунских овлашћења, али је убрзо након тога, 6. пне, отишао у добровољно изгнанство на Родос. Након ране смрти и Луција (2. г. н. е.) и Гаја (4. н. е.) и прогонства и Јулије старије и млађе због прељубе, преокрет догађаја довео је до тога да је полубрат старије Јулије, Публије Корнелије Сципион, прогнан због издаје, Марко Антонијев син Иул Антоније је извршио самоубиство, а супруг Јулије Млађе Луције Емилије Павле погубљен због завере, Август је био приморан да призна Тиберија као следећег римског цара. Август је протерао свог унука Постума Агрипу, који је усвојен након смрти његове браће, на мало острво Планазију (око 6. или 7. године нове ере) где је касније погубљен, а Тиберије је опозван у Рим и званично га је усвојио Август. По Августовом захтеву, Тиберије је преко своје мајке усвојио свог нећака Германика, сина његовог покојног брата Друза и биолошког Августовог пранећака. Германик се касније оженио Августовом унуком Агрипином.

### Тиберије
Дана 19. августа нове ере 14. Август је умро. Тиберије је већ био успостављен као Принцепс у свему осим по имену, а његов положај наследника је потврђен у Августовом тестаменту.
Упркос тешким односима са Сенатом, Тиберијеве прве године су углавном биле добре. Остао је веран Августовим плановима за наследство и фаворизовао свог усвојеног сина и нећака Германика у односу на свог природног сина Друза, као и римско становништво. На Тиберијев захтев, Германик је добио проконзуларну власт и преузео команду у главној војној зони Германије, где је угушио тамошњу побуну и предводио некадашње немирне легије у походе против германских племена од 14. до 16. нове ере. Германик је умро у Сирији н.е. 19 и, на самрти, оптужио гувернера Сирије Гнеја Калпурнија Пизона да га је убио по Тиберијевом наређењу. Пошто је Германик умро, Тиберије је почео да уздиже свог сина Друза да га замени као царског наследника. У то време Тиберије је већи део свакодневног управљања Царством препустио Луцију Аелију Сејану.
Сејан је створио атмосферу страха у Риму, контролишући мрежу доушника и шпијуна чији је подстицај да оптуже друге за издају био удео у имовини оптужених након њихове осуде и смрти. Суђења за издају постала су уобичајена; мало је припадника римске аристократије било безбедно. Суђења су допринела растућој параноји Тиберија, због чега се још више ослањао на Сејана, што је омогућило Сејану да елиминише потенцијалне ривале. Жртве ове страховладе везане за царску породицу укључивале су Гаја Асинија Гала Салонинија, другог мужа Тиберијеве прве жене Випсаније, која је у међувремену умрла, и Децима Хатерија Агрипу, Агрипиног унука и мужа Августове пранећакиње.
Тиберије, можда осетљив на ову амбицију, одбацио је Сејанов првобитни предлог да се ожени Ливилом, Германиковом сестром и удовицом Тиберијевог сина Друза млађег, који је умро, 25. године нове ере, али је касније повукао своје приговоре, тако да је 30. године, Сејан је био верен за Јулију Ливију, ћерку Ливиле и Друза млађег. Сејанова породична веза са царском кућом је сада била неизбежна, а 31. године Сејан је имао конзулство са царем као његов колега, част коју је Тиберије резервисао само за наследнике престола. Када је касније те године, 18. октобра нове ере 31. године, позван на састанак Сената, вероватно је очекивао да ће добити део трибунске власти. Уместо тога, међутим, Тиберијево писмо Сенату је, потпуно неочекивано, захтевало уништење Сејана и његове фракције. Уследила је чистка у којој су убијени Сејан и његове најистакнутије присталице. Пошто је Друс умро, а два Германикова старија сина Нерон и Друз осуђени за издају и убијени, заједно са њиховом мајком Агрипином, Тиберије је именовао Калигулу, Германиковог најмлађег сина, и Тиберија Гемела, сина Друза млађег и Тиберијевог унука, санаследницима. Супруга Друза III Емилија Лепида је касније била приморана да изврши самоубиство након што је оптужена за прељубу.
Други римски цар је умро у лучком граду Мисенуму 16. марта 37. године нове ере, у својој 78. години, владавши 23 године. Светоније пише да је префект Преторијанске гарде Невије Суторије Макрон угушио Тиберија јастуком да би убрзао Калигулин успон. Према Светонију, био је познат по својој окрутности и разврату кроз своју перверзију на острву Капри где је терао младиће и девојке на оргије. У једном случају, када се један од дечака пожалио, Тиберију је наложио да му се поломе ноге.

## Породично стабло
|                                     |                                     |                                     |                                     |                                     |                                     |                          |                          |                                 |                                 |                                 |                                 |                                  |                                  |                                  |                                  |                                  |                                  |                        |                        | Секст Јулије Цезар I        |                             |                             |                             |                             |                             |                          |                          |                              |                              |                              |                              |                              |                              |                      |                      |                             |                             |                             |                             |                             |                             |                                       |                                       |                                       |                                       |                                       |                                       |                      |                     |                        |                        |                               |                               |                               |                               |                               |                               |                       |                       |                         |                         |                         |                         |                         |                         |  |  |  |  |  |  |  |  |  |  |  |  |
|                                     |                                     |                                     |                                     |                                     |                                     |                          |                          |                                 |                                 |                                 |                                 |                                  |                                  |                                  |                                  |                                  |                                  |                        |                        |                             |                             |                             |                             |                             |                             |                          |                          |                              |                              |                              |                              |                              |                              |                      |                      |                             |                             |                             |                             |                             |                             |                                       |                                       |                                       |                                       |                                       |                                       |                      |                     |                        |                        |                               |                               |                               |                               |                               |                               |                       |                       |                         |                         |                         |                         |                         |                         |  |  |  |  |  |  |  |  |  |  |  |  |
|                                     |                                     |                                     |                                     |                                     |                                     |                          |                          |                                 |                                 |                                 |                                 |                                  |                                  |                                  |                                  |                                  |                                  |                        |                        |                             |                             |                             |                             |                             |                             |                          |                          |                              |                              |                              |                              |                              |                              |                      |                      |                             |                             |                             |                             |                             |                             |                                       |                                       |                                       |                                       |                                       |                                       |                      |                     |                        |                        |                               |                               |                               |                               |                               |                               |                       |                       |                         |                         |                         |                         |                         |                         |  |  |  |  |  |  |  |  |  |  |  |  |
|                                     |                                     |                                     |                                     |                                     |                                     |                          |                          |                                 |                                 |                                 |                                 |                                  |                                  |                                  |                                  |                                  |                                  |                        |                        | Гај Јулије Цезар I          | Гај Јулије Цезар I          | Гај Јулије Цезар I          | Гај Јулије Цезар I          | Гај Јулије Цезар I          | Гај Јулије Цезар I          |                          |                          | Секст Јулије Цезар II Постум | Секст Јулије Цезар II Постум | Секст Јулије Цезар II Постум | Секст Јулије Цезар II Постум | Секст Јулије Цезар II Постум | Секст Јулије Цезар II Постум |                      |                      |                             |                             |                             |                             |                             |                             |                                       |                                       |                                       |                                       |                                       |                                       |                      |                     |                        |                        |                               |                               |                               |                               |                               |                               |                       |                       |                         |                         |                         |                         |                         |                         |  |  |  |  |  |  |  |  |  |  |  |  |
|                                     |                                     |                                     |                                     |                                     |                                     |                          |                          |                                 |                                 |                                 |                                 |                                  |                                  |                                  |                                  |                                  |                                  |                        |                        | Гај Јулије Цезар I          | Гај Јулије Цезар I          | Гај Јулије Цезар I          | Гај Јулије Цезар I          | Гај Јулије Цезар I          | Гај Јулије Цезар I          |                          |                          | Секст Јулије Цезар II Постум | Секст Јулије Цезар II Постум | Секст Јулије Цезар II Постум | Секст Јулије Цезар II Постум | Секст Јулије Цезар II Постум | Секст Јулије Цезар II Постум |                      |                      |                             |                             |                             |                             |                             |                             |                                       |                                       |                                       |                                       |                                       |                                       |                      |                     |                        |                        |                               |                               |                               |                               |                               |                               |                       |                       |                         |                         |                         |                         |                         |                         |  |  |  |  |  |  |  |  |  |  |  |  |
|                                     |                                     |                                     |                                     |                                     |                                     |                          |                          |                                 |                                 |                                 |                                 |                                  |                                  |                                  |                                  |                                  |                                  |                        |                        |                             |                             |                             |                             |                             |                             |                          |                          |                              |                              |                              |                              |                              |                              |                      |                      |                             |                             |                             |                             |                             |                             |                                       |                                       |                                       |                                       |                                       |                                       |                      |                     |                        |                        |                               |                               |                               |                               |                               |                               |                       |                       |                         |                         |                         |                         |                         |                         |  |  |  |  |  |  |  |  |  |  |  |  |
|                                     |                                     |                                     |                                     |                                     |                                     |                          |                          |                                 |                                 |                                 |                                 |                                  |                                  |                                  |                                  |                                  |                                  |                        |                        | Гај Јулије Цезар II         | Гај Јулије Цезар II         | Гај Јулије Цезар II         | Гај Јулије Цезар II         | Гај Јулије Цезар II         | Гај Јулије Цезар II         |                          |                          |                              |                              |                              |                              | Марција Регија               | Марција Регија               | Марција Регија       | Марција Регија       | Марција Регија              | Марција Регија              |                             |                             |                             |                             |                                       |                                       |                                       |                                       |                                       |                                       |                      |                     |                        |                        |                               |                               |                               |                               |                               |                               |                       |                       |                         |                         |                         |                         |                         |                         |  |  |  |  |  |  |  |  |  |  |  |  |
|                                     |                                     |                                     |                                     |                                     |                                     |                          |                          |                                 |                                 |                                 |                                 |                                  |                                  |                                  |                                  |                                  |                                  |                        |                        | Гај Јулије Цезар II         | Гај Јулије Цезар II         | Гај Јулије Цезар II         | Гај Јулије Цезар II         | Гај Јулије Цезар II         | Гај Јулије Цезар II         |                          |                          |                              |                              |                              |                              | Марција Регија               | Марција Регија               | Марција Регија       | Марција Регија       | Марција Регија              | Марција Регија              |                             |                             |                             |                             |                                       |                                       |                                       |                                       |                                       |                                       |                      |                     |                        |                        |                               |                               |                               |                               |                               |                               |                       |                       |                         |                         |                         |                         |                         |                         |  |  |  |  |  |  |  |  |  |  |  |  |
|                                     |                                     |                                     |                                     |                                     |                                     |                          |                          |                                 |                                 |                                 |                                 |                                  |                                  |                                  |                                  |                                  |                                  |                        |                        |                             |                             |                             |                             |                             |                             |                          |                          |                              |                              |                              |                              |                              |                              |                      |                      |                             |                             |                             |                             |                             |                             |                                       |                                       |                                       |                                       |                                       |                                       |                      |                     |                        |                        |                               |                               |                               |                               |                               |                               |                       |                       |                         |                         |                         |                         |                         |                         |  |  |  |  |  |  |  |  |  |  |  |  |
|                                     |                                     |                                     |                                     |                                     |                                     |                          |                          |                                 |                                 |                                 |                                 |                                  |                                  |                                  |                                  |                                  |                                  |                        |                        |                             |                             |                             |                             |                             |                             |                          |                          |                              |                              |                              |                              |                              |                              |                      |                      |                             |                             |                             |                             |                             |                             |                                       |                                       |                                       |                                       |                                       |                                       |                      |                     |                        |                        |                               |                               |                               |                               |                               |                               |                       |                       |                         |                         |                         |                         |                         |                         |  |  |  |  |  |  |  |  |  |  |  |  |
|                                     |                                     |                                     |                                     |                                     |                                     |                          |                          |                                 |                                 | Гај Марије                      | Гај Марије                      | Гај Марије                       | Гај Марије                       | Гај Марије                       | Гај Марије                       |                                  |                                  | Јулија                 | Јулија                 | Јулија                      | Јулија                      | Јулија                      | Јулија                      |                             |                             | Гај Јулије Цезар Старији | Гај Јулије Цезар Старији | Гај Јулије Цезар Старији     | Гај Јулије Цезар Старији     | Гај Јулије Цезар Старији     | Гај Јулије Цезар Старији     |                              |                              | Аурелија Кота        | Аурелија Кота        | Аурелија Кота               | Аурелија Кота               | Аурелија Кота               | Аурелија Кота               |                             |                             |                                       |                                       |                                       |                                       |                                       |                                       |                      |                     | Секст Јулије Цезар III | Секст Јулије Цезар III | Секст Јулије Цезар III        | Секст Јулије Цезар III        | Секст Јулије Цезар III        | Секст Јулије Цезар III        |                               |                               |                       |                       |                         |                         |                         |                         |                         |                         |  |  |  |  |  |  |  |  |  |  |  |  |
|                                     |                                     |                                     |                                     |                                     |                                     |                          |                          |                                 |                                 | Гај Марије                      | Гај Марије                      | Гај Марије                       | Гај Марије                       | Гај Марије                       | Гај Марије                       |                                  |                                  | Јулија                 | Јулија                 | Јулија                      | Јулија                      | Јулија                      | Јулија                      |                             |                             | Гај Јулије Цезар Старији | Гај Јулије Цезар Старији | Гај Јулије Цезар Старији     | Гај Јулије Цезар Старији     | Гај Јулије Цезар Старији     | Гај Јулије Цезар Старији     |                              |                              | Аурелија Кота        | Аурелија Кота        | Аурелија Кота               | Аурелија Кота               | Аурелија Кота               | Аурелија Кота               |                             |                             |                                       |                                       |                                       |                                       |                                       |                                       |                      |                     | Секст Јулије Цезар III | Секст Јулије Цезар III | Секст Јулије Цезар III        | Секст Јулије Цезар III        | Секст Јулије Цезар III        | Секст Јулије Цезар III        |                               |                               |                       |                       |                         |                         |                         |                         |                         |                         |  |  |  |  |  |  |  |  |  |  |  |  |
|                                     |                                     |                                     |                                     |                                     |                                     |                          |                          |                                 |                                 |                                 |                                 |                                  |                                  |                                  |                                  |                                  |                                  |                        |                        |                             |                             |                             |                             |                             |                             |                          |                          |                              |                              |                              |                              |                              |                              |                      |                      |                             |                             |                             |                             |                             |                             |                                       |                                       |                                       |                                       |                                       |                                       |                      |                     |                        |                        |                               |                               |                               |                               |                               |                               |                       |                       |                         |                         |                         |                         |                         |                         |  |  |  |  |  |  |  |  |  |  |  |  |
|                                     |                                     |                                     |                                     |                                     |                                     |                          |                          |                                 |                                 |                                 |                                 | 3 Калпурнија                     | 3 Калпурнија                     | 3 Калпурнија                     | 3 Калпурнија                     | 3 Калпурнија                     | 3 Калпурнија                     |                        |                        |                             |                             |                             |                             |                             |                             |                          |                          |                              |                              |                              |                              |                              |                              |                      |                      |                             |                             |                             |                             |                             |                             |                                       |                                       |                                       |                                       |                                       |                                       |                      |                     |                        |                        |                               |                               |                               |                               |                               |                               |                       |                       | Луције Јулије Цезар II  | Луције Јулије Цезар II  | Луције Јулије Цезар II  | Луције Јулије Цезар II  | Луције Јулије Цезар II  | Луције Јулије Цезар II  |  |  |  |  |  |  |  |  |  |  |  |  |
|                                     |                                     |                                     |                                     |                                     |                                     |                          |                          |                                 |                                 |                                 |                                 |                                  | 3 Калпурнија                     | 3 Калпурнија                     | 3 Калпурнија                     | 3 Калпурнија                     | 3 Калпурнија                     |                        |                        |                             |                             |                             |                             |                             |                             |                          |                          |                              |                              |                              |                              |                              |                              |                      |                      |                             |                             |                             |                             |                             |                             |                                       |                                       |                                       |                                       |                                       |                                       |                      |                     |                        |                        |                               |                               |                               |                               |                               |                               |                       |                       | Луције Јулије Цезар II  | Луције Јулије Цезар II  | Луције Јулије Цезар II  | Луције Јулије Цезар II  | Луције Јулије Цезар II  | Луције Јулије Цезар II  |  |  |  |  |  |  |  |  |  |  |  |  |
|                                     |                                     |                                     |                                     |                                     |                                     |                          |                          |                                 |                                 |                                 |                                 |                                  |                                  |                                  |                                  |                                  |                                  |                        |                        |                             |                             |                             |                             |                             |                             |                          |                          |                              |                              |                              |                              |                              |                              |                      |                      | Јулија Цезарис              | Јулија Цезарис              | Јулија Цезарис              | Јулија Цезарис              | Јулија Цезарис              | Јулија Цезарис              |                                       |                                       | Марко Атије Балб                      | Марко Атије Балб                      | Марко Атије Балб                      | Марко Атије Балб                      | Марко Атије Балб     | Марко Атије Балб    |                        |                        | Секст Јулије Цезар (конзул 91 | Секст Јулије Цезар (конзул 91 | Секст Јулије Цезар (конзул 91 | Секст Јулије Цезар (конзул 91 | Секст Јулије Цезар (конзул 91 | Секст Јулије Цезар (конзул 91 |                       |                       |                         |                         |                         |                         |                         |                         |  |  |  |  |  |  |  |  |  |  |  |  |
|                                     |                                     |                                     |                                     |                                     |                                     |                          |                          |                                 |                                 |                                 |                                 |                                  |                                  |                                  |                                  |                                  |                                  |                        |                        |                             |                             |                             |                             |                             |                             |                          |                          |                              |                              |                              |                              |                              |                              |                      |                      | Јулија Цезарис              | Јулија Цезарис              | Јулија Цезарис              | Јулија Цезарис              | Јулија Цезарис              | Јулија Цезарис              |                                       |                                       | Марко Атије Балб                      | Марко Атије Балб                      | Марко Атије Балб                      | Марко Атије Балб                      | Марко Атије Балб     | Марко Атије Балб    |                        |                        | Секст Јулије Цезар (конзул 91 | Секст Јулије Цезар (конзул 91 | Секст Јулије Цезар (конзул 91 | Секст Јулије Цезар (конзул 91 | Секст Јулије Цезар (конзул 91 | Секст Јулије Цезар (конзул 91 |                       |                       |                         |                         |                         |                         |                         |                         |  |  |  |  |  |  |  |  |  |  |  |  |
|                                     |                                     |                                     |                                     |                                     |                                     |                          |                          |                                 |                                 |                                 |                                 | 2 Помпеја                        | 2 Помпеја                        | 2 Помпеја                        | 2 Помпеја                        | 2 Помпеја                        | 2 Помпеја                        |                        |                        |                             |                             |                             |                             |                             |                             |                          |                          |                              |                              |                              |                              |                              |                              |                      |                      |                             |                             |                             |                             |                             |                             |                                       |                                       |                                       |                                       |                                       |                                       |                      |                     |                        |                        |                               |                               |                               |                               |                               |                               |                       |                       | Луције Јулије Цезар III | Луције Јулије Цезар III | Луције Јулије Цезар III | Луције Јулије Цезар III | Луције Јулије Цезар III | Луције Јулије Цезар III |  |  |  |  |  |  |  |  |  |  |  |  |
|                                     |                                     |                                     |                                     |                                     |                                     |                          |                          |                                 |                                 |                                 |                                 | 2 Помпеја                        | 2 Помпеја                        | 2 Помпеја                        | 2 Помпеја                        | 2 Помпеја                        | 2 Помпеја                        |                        |                        |                             |                             |                             |                             |                             |                             |                          |                          |                              |                              |                              |                              |                              |                              |                      |                      |                             |                             |                             |                             |                             |                             |                                       |                                       |                                       |                                       |                                       |                                       |                      |                     |                        |                        |                               |                               |                               |                               |                               |                               |                       |                       | Луције Јулије Цезар III | Луције Јулије Цезар III | Луције Јулије Цезар III | Луције Јулије Цезар III | Луције Јулије Цезар III | Луције Јулије Цезар III |  |  |  |  |  |  |  |  |  |  |  |  |
|                                     |                                     |                                     |                                     |                                     |                                     |                          |                          |                                 |                                 |                                 |                                 |                                  |                                  |                                  |                                  |                                  |                                  |                        |                        |                             |                             | Гај Јулије Цезар            | Гај Јулије Цезар            | Гај Јулије Цезар            | Гај Јулије Цезар            | Гај Јулије Цезар         | Гај Јулије Цезар         |                              |                              | Гај Октавије                 | Гај Октавије                 | Гај Октавије                 | Гај Октавије                 | Гај Октавије         | Гај Октавије         |                             |                             | Атија                       | Атија                       | Атија                       | Атија                       | Атија                                 | Атија                                 |                                       |                                       |                                       |                                       |                      |                     |                        |                        | Секст Јулије Цезар IV         | Секст Јулије Цезар IV         | Секст Јулије Цезар IV         | Секст Јулије Цезар IV         | Секст Јулије Цезар IV         | Секст Јулије Цезар IV         |                       |                       |                         |                         |                         |                         |                         |                         |  |  |  |  |  |  |  |  |  |  |  |  |
|                                     |                                     |                                     |                                     |                                     |                                     |                          |                          |                                 |                                 |                                 |                                 |                                  |                                  |                                  |                                  |                                  |                                  |                        |                        |                             |                             | Гај Јулије Цезар            | Гај Јулије Цезар            | Гај Јулије Цезар            | Гај Јулије Цезар            | Гај Јулије Цезар         | Гај Јулије Цезар         |                              |                              | Гај Октавије                 | Гај Октавије                 | Гај Октавије                 | Гај Октавије                 | Гај Октавије         | Гај Октавије         |                             |                             | Атија                       | Атија                       | Атија                       | Атија                       | Атија                                 | Атија                                 |                                       |                                       |                                       |                                       |                      |                     |                        |                        | Секст Јулије Цезар IV         | Секст Јулије Цезар IV         | Секст Јулије Цезар IV         | Секст Јулије Цезар IV         | Секст Јулије Цезар IV         | Секст Јулије Цезар IV         |                       |                       |                         |                         |                         |                         |                         |                         |  |  |  |  |  |  |  |  |  |  |  |  |
|                                     |                                     |                                     |                                     |                                     |                                     |                          |                          |                                 |                                 |                                 |                                 | 1 Корнелија (жена Јулија Цезара) | 1 Корнелија (жена Јулија Цезара) | 1 Корнелија (жена Јулија Цезара) | 1 Корнелија (жена Јулија Цезара) | 1 Корнелија (жена Јулија Цезара) | 1 Корнелија (жена Јулија Цезара) |                        |                        |                             |                             |                             |                             |                             |                             |                          |                          |                              |                              |                              |                              |                              |                              |                      |                      |                             |                             |                             |                             |                             |                             |                                       |                                       |                                       |                                       |                                       |                                       |                      |                     |                        |                        |                               |                               |                               |                               |                               |                               |                       |                       | Јулија Антонија         | Јулија Антонија         | Јулија Антонија         | Јулија Антонија         | Јулија Антонија         | Јулија Антонија         |  |  |  |  |  |  |  |  |  |  |  |  |
|                                     |                                     |                                     |                                     |                                     |                                     |                          |                          |                                 |                                 |                                 |                                 |                                  | 1 Корнелија (жена Јулија Цезара) | 1 Корнелија (жена Јулија Цезара) | 1 Корнелија (жена Јулија Цезара) | 1 Корнелија (жена Јулија Цезара) | 1 Корнелија (жена Јулија Цезара) |                        |                        |                             |                             |                             |                             |                             |                             |                          |                          |                              |                              |                              |                              |                              |                              |                      |                      |                             |                             |                             |                             |                             |                             |                                       |                                       |                                       |                                       |                                       |                                       |                      |                     |                        |                        |                               |                               |                               |                               |                               |                               |                       |                       | Јулија Антонија         | Јулија Антонија         | Јулија Антонија         | Јулија Антонија         | Јулија Антонија         | Јулија Антонија         |  |  |  |  |  |  |  |  |  |  |  |  |
|                                     |                                     |                                     |                                     |                                     |                                     |                          |                          |                                 |                                 |                                 |                                 |                                  |                                  |                                  |                                  |                                  |                                  |                        |                        |                             |                             |                             |                             |                             |                             |                          |                          |                              |                              |                              |                              |                              |                              |                      |                      |                             |                             |                             |                             |                             |                             |                                       |                                       |                                       |                                       |                                       |                                       |                      |                     |                        |                        |                               |                               |                               |                               |                               |                               |                       |                       |                         |                         |                         |                         |                         |                         |  |  |  |  |  |  |  |  |  |  |  |  |
|                                     |                                     |                                     |                                     |                                     |                                     |                          |                          |                                 |                                 |                                 |                                 |                                  |                                  |                                  |                                  |                                  |                                  |                        |                        |                             |                             |                             |                             |                             |                             |                          |                          |                              |                              |                              |                              |                              |                              |                      |                      |                             |                             |                             |                             |                             |                             |                                       |                                       |                                       |                                       |                                       |                                       |                      |                     |                        |                        |                               |                               |                               |                               |                               |                               |                       |                       |                         |                         |                         |                         |                         |                         |  |  |  |  |  |  |  |  |  |  |  |  |
|                                     |                                     |                                     |                                     |                                     |                                     |                          |                          | 2 Помпеј Велики                 | 2 Помпеј Велики                 | 2 Помпеј Велики                 | 2 Помпеј Велики                 | 2 Помпеј Велики                  | 2 Помпеј Велики                  |                                  |                                  | Јулија                           | Јулија                           | Јулија                 | Јулија                 | Јулија                      | Јулија                      |                             |                             |                             |                             |                          |                          |                              |                              |                              |                              |                              |                              |                      |                      | 1 Гај Клаудије Марцел Млађи | 1 Гај Клаудије Марцел Млађи | 1 Гај Клаудије Марцел Млађи | 1 Гај Клаудије Марцел Млађи | 1 Гај Клаудије Марцел Млађи | 1 Гај Клаудије Марцел Млађи |                                       |                                       | Октавија Млађа                        | Октавија Млађа                        | Октавија Млађа                        | Октавија Млађа                        | Октавија Млађа       | Октавија Млађа      |                        |                        | 2 Марко Антоније              | 2 Марко Антоније              | 2 Марко Антоније              | 2 Марко Антоније              | 2 Марко Антоније              | 2 Марко Антоније              |                       |                       |                         |                         |                         |                         |                         |                         |  |  |  |  |  |  |  |  |  |  |  |  |
|                                     |                                     |                                     |                                     |                                     |                                     |                          |                          | 2 Помпеј Велики                 | 2 Помпеј Велики                 | 2 Помпеј Велики                 | 2 Помпеј Велики                 | 2 Помпеј Велики                  | 2 Помпеј Велики                  |                                  |                                  | Јулија                           | Јулија                           | Јулија                 | Јулија                 | Јулија                      | Јулија                      |                             |                             |                             |                             |                          |                          |                              |                              |                              |                              |                              |                              |                      |                      | 1 Гај Клаудије Марцел Млађи | 1 Гај Клаудије Марцел Млађи | 1 Гај Клаудије Марцел Млађи | 1 Гај Клаудије Марцел Млађи | 1 Гај Клаудије Марцел Млађи | 1 Гај Клаудије Марцел Млађи |                                       |                                       | Октавија Млађа                        | Октавија Млађа                        | Октавија Млађа                        | Октавија Млађа                        | Октавија Млађа       | Октавија Млађа      |                        |                        | 2 Марко Антоније              | 2 Марко Антоније              | 2 Марко Антоније              | 2 Марко Антоније              | 2 Марко Антоније              | 2 Марко Антоније              |                       |                       |                         |                         |                         |                         |                         |                         |  |  |  |  |  |  |  |  |  |  |  |  |
|                                     |                                     |                                     |                                     |                                     |                                     |                          |                          |                                 |                                 |                                 |                                 |                                  |                                  |                                  |                                  |                                  |                                  |                        |                        |                             |                             |                             |                             |                             |                             |                          |                          |                              |                              |                              |                              |                              |                              |                      |                      |                             |                             |                             |                             |                             |                             |                                       |                                       |                                       |                                       |                                       |                                       |                      |                     |                        |                        |                               |                               |                               |                               |                               |                               |                       |                       |                         |                         |                         |                         |                         |                         |  |  |  |  |  |  |  |  |  |  |  |  |
|                                     |                                     |                                     |                                     |                                     |                                     |                          |                          |                                 |                                 |                                 |                                 |                                  |                                  |                                  |                                  |                                  |                                  |                        |                        |                             |                             |                             |                             |                             |                             |                          |                          |                              |                              |                              |                              |                              |                              |                      |                      |                             |                             |                             |                             |                             |                             |                                       |                                       |                                       |                                       |                                       |                                       |                      |                     |                        |                        |                               |                               |                               |                               |                               |                               |                       |                       |                         |                         |                         |                         |                         |                         |  |  |  |  |  |  |  |  |  |  |  |  |
|                                     |                                     |                                     |                                     |                                     |                                     |                          |                          |                                 |                                 |                                 |                                 | 1 Скрибонија                     | 1 Скрибонија                     | 1 Скрибонија                     | 1 Скрибонија                     | 1 Скрибонија                     | 1 Скрибонија                     |                        |                        |                             |                             | Октавијан Август            | Октавијан Август            | Октавијан Август            | Октавијан Август            | Октавијан Август         | Октавијан Август         |                              |                              | Ливија Друзила               | Ливија Друзила               | Ливија Друзила               | Ливија Друзила               | Ливија Друзила       | Ливија Друзила       |                             |                             | 1 Тиберије Клаудије Нерон   | 1 Тиберије Клаудије Нерон   | 1 Тиберије Клаудије Нерон   | 1 Тиберије Клаудије Нерон   | 1 Тиберије Клаудије Нерон             | 1 Тиберије Клаудије Нерон             |                                       |                                       |                                       |                                       |                      |                     |                        |                        |                               |                               |                               |                               |                               |                               |                       |                       |                         |                         |                         |                         |                         |                         |  |  |  |  |  |  |  |  |  |  |  |  |
|                                     |                                     |                                     |                                     |                                     |                                     |                          |                          |                                 |                                 |                                 |                                 | 1 Скрибонија                     | 1 Скрибонија                     | 1 Скрибонија                     | 1 Скрибонија                     | 1 Скрибонија                     | 1 Скрибонија                     |                        |                        |                             |                             | Октавијан Август            | Октавијан Август            | Октавијан Август            | Октавијан Август            | Октавијан Август         | Октавијан Август         |                              |                              | Ливија Друзила               | Ливија Друзила               | Ливија Друзила               | Ливија Друзила               | Ливија Друзила       | Ливија Друзила       |                             |                             | 1 Тиберије Клаудије Нерон   | 1 Тиберије Клаудије Нерон   | 1 Тиберије Клаудије Нерон   | 1 Тиберије Клаудије Нерон   | 1 Тиберије Клаудије Нерон             | 1 Тиберије Клаудије Нерон             |                                       |                                       |                                       |                                       |                      |                     |                        |                        |                               |                               |                               |                               |                               |                               |                       |                       |                         |                         |                         |                         |                         |                         |  |  |  |  |  |  |  |  |  |  |  |  |
|                                     |                                     |                                     |                                     |                                     |                                     |                          |                          |                                 |                                 |                                 |                                 |                                  |                                  |                                  |                                  |                                  |                                  |                        |                        |                             |                             |                             |                             |                             |                             |                          |                          |                              |                              |                              |                              |                              |                              |                      |                      |                             |                             |                             |                             |                             |                             |                                       |                                       |                                       |                                       |                                       |                                       |                      |                     |                        |                        |                               |                               |                               |                               |                               |                               |                       |                       |                         |                         |                         |                         |                         |                         |  |  |  |  |  |  |  |  |  |  |  |  |
|                                     |                                     |                                     |                                     |                                     |                                     |                          |                          |                                 |                                 |                                 |                                 |                                  |                                  |                                  |                                  |                                  |                                  |                        |                        |                             |                             |                             |                             |                             |                             |                          |                          |                              |                              |                              |                              |                              |                              |                      |                      |                             |                             |                             |                             |                             |                             |                                       |                                       | 1 Марко Клаудије Марцел               |                                       |                                       |                                       |                      |                     |                        |                        |                               |                               |                               |                               |                               |                               |                       |                       |                         |                         |                         |                         |                         |                         |  |  |  |  |  |  |  |  |  |  |  |  |
|                                     |                                     |                                     |                                     |                                     |                                     |                          |                          |                                 |                                 |                                 |                                 |                                  |                                  |                                  |                                  |                                  |                                  |                        |                        |                             |                             |                             |                             |                             |                             |                          |                          |                              |                              |                              |                              |                              |                              |                      |                      |                             |                             |                             |                             |                             |                             |                                       |                                       |                                       |                                       |                                       |                                       |                      |                     |                        |                        |                               |                               |                               |                               |                               |                               |                       |                       |                         |                         |                         |                         |                         |                         |  |  |  |  |  |  |  |  |  |  |  |  |
|                                     |                                     |                                     |                                     |                                     |                                     |                          |                          |                                 |                                 |                                 |                                 |                                  |                                  |                                  |                                  |                                  |                                  |                        |                        |                             |                             |                             |                             |                             |                             |                          |                          |                              |                              |                              |                              |                              |                              |                      |                      |                             |                             |                             |                             |                             |                             |                                       |                                       |                                       |                                       |                                       |                                       |                      |                     |                        |                        |                               |                               |                               |                               |                               |                               |                       |                       |                         |                         |                         |                         |                         |                         |  |  |  |  |  |  |  |  |  |  |  |  |
|                                     |                                     |                                     |                                     |                                     |                                     |                          |                          |                                 |                                 |                                 |                                 |                                  |                                  |                                  |                                  |                                  |                                  |                        |                        |                             |                             |                             |                             |                             |                             |                          |                          |                              |                              |                              |                              |                              |                              |                      |                      |                             |                             |                             |                             |                             |                             |                                       |                                       |                                       |                                       |                                       |                                       |                      |                     |                        |                        |                               |                               |                               |                               |                               |                               |                       |                       |                         |                         |                         |                         |                         |                         |  |  |  |  |  |  |  |  |  |  |  |  |
|                                     |                                     |                                     |                                     |                                     |                                     |                          |                          |                                 |                                 |                                 |                                 |                                  |                                  |                                  |                                  | 2 Јулија Старија                 | 2 Јулија Старија                 | 2 Јулија Старија       | 2 Јулија Старија       | 2 Јулија Старија            | 2 Јулија Старија            |                             |                             | 3 Тиберије                  | 3 Тиберије                  | 3 Тиберије               | 3 Тиберије               | 3 Тиберије                   | 3 Тиберије                   |                              |                              | 1 Випсанија Агрипина         | 1 Випсанија Агрипина         | 1 Випсанија Агрипина | 1 Випсанија Агрипина | 1 Випсанија Агрипина        | 1 Випсанија Агрипина        |                             |                             | Друз Старији                | Друз Старији                | Друз Старији                          | Друз Старији                          | Друз Старији                          | Друз Старији                          |                                       |                                       | Антонија Млађа       | Антонија Млађа      | Антонија Млађа         | Антонија Млађа         | Антонија Млађа                | Антонија Млађа                |                               |                               |                               |                               |                       |                       |                         |                         |                         |                         |                         |                         |  |  |  |  |  |  |  |  |  |  |  |  |
|                                     |                                     |                                     |                                     |                                     |                                     |                          |                          |                                 |                                 |                                 |                                 |                                  |                                  |                                  |                                  | 2 Јулија Старија                 | 2 Јулија Старија                 | 2 Јулија Старија       | 2 Јулија Старија       | 2 Јулија Старија            | 2 Јулија Старија            |                             |                             | 3 Тиберије                  | 3 Тиберије                  | 3 Тиберије               | 3 Тиберије               | 3 Тиберије                   | 3 Тиберије                   |                              |                              | 1 Випсанија Агрипина         | 1 Випсанија Агрипина         | 1 Випсанија Агрипина | 1 Випсанија Агрипина | 1 Випсанија Агрипина        | 1 Випсанија Агрипина        |                             |                             | Друз Старији                | Друз Старији                | Друз Старији                          | Друз Старији                          | Друз Старији                          | Друз Старији                          |                                       |                                       | Антонија Млађа       | Антонија Млађа      | Антонија Млађа         | Антонија Млађа         | Антонија Млађа                | Антонија Млађа                |                               |                               |                               |                               |                       |                       |                         |                         |                         |                         |                         |                         |  |  |  |  |  |  |  |  |  |  |  |  |
|                                     |                                     |                                     |                                     |                                     |                                     | 2 Марко Випсаније Агрипа | 2 Марко Випсаније Агрипа | 2 Марко Випсаније Агрипа        | 2 Марко Випсаније Агрипа        | 2 Марко Випсаније Агрипа        | 2 Марко Випсаније Агрипа        |                                  |                                  |                                  |                                  |                                  |                                  |                        |                        |                             |                             |                             |                             |                             |                             |                          |                          |                              |                              |                              |                              |                              |                              |                      |                      |                             |                             |                             |                             |                             |                             |                                       |                                       |                                       |                                       |                                       |                                       |                      |                     |                        |                        |                               |                               |                               |                               | 1 Плаутија Ургуланила         | 1 Плаутија Ургуланила         | 1 Плаутија Ургуланила | 1 Плаутија Ургуланила | 1 Плаутија Ургуланила   | 1 Плаутија Ургуланила   |                         |                         |                         |                         |  |  |  |  |  |  |  |  |  |  |  |  |
|                                     |                                     |                                     |                                     |                                     |                                     |                          | 2 Марко Випсаније Агрипа | 2 Марко Випсаније Агрипа        | 2 Марко Випсаније Агрипа        | 2 Марко Випсаније Агрипа        | 2 Марко Випсаније Агрипа        |                                  |                                  |                                  |                                  |                                  |                                  |                        |                        |                             |                             |                             |                             |                             |                             |                          |                          |                              |                              |                              |                              |                              |                              |                      |                      |                             |                             |                             |                             |                             |                             |                                       |                                       |                                       |                                       |                                       |                                       |                      |                     |                        |                        |                               |                               |                               |                               | 1 Плаутија Ургуланила         | 1 Плаутија Ургуланила         | 1 Плаутија Ургуланила | 1 Плаутија Ургуланила | 1 Плаутија Ургуланила   | 1 Плаутија Ургуланила   |                         |                         |                         |                         |  |  |  |  |  |  |  |  |  |  |  |  |
|                                     |                                     |                                     |                                     |                                     |                                     |                          |                          |                                 |                                 |                                 |                                 |                                  |                                  |                                  |                                  |                                  |                                  |                        |                        |                             |                             |                             |                             |                             |                             |                          |                          | Друз Јулије Цезар            | Друз Јулије Цезар            | Друз Јулије Цезар            | Друз Јулије Цезар            | Друз Јулије Цезар            | Друз Јулије Цезар            |                      |                      |                             |                             |                             |                             |                             |                             |                                       |                                       | Ливила                                | Ливила                                | Ливила                                | Ливила                                | Ливила               | Ливила              |                        |                        |                               |                               |                               |                               |                               |                               |                       |                       |                         |                         |                         |                         |                         |                         |  |  |  |  |  |  |  |  |  |  |  |  |
|                                     |                                     |                                     |                                     |                                     |                                     |                          |                          |                                 |                                 |                                 |                                 |                                  |                                  |                                  |                                  |                                  |                                  |                        |                        |                             |                             |                             |                             |                             |                             |                          |                          |                              | Друз Јулије Цезар            | Друз Јулије Цезар            | Друз Јулије Цезар            | Друз Јулије Цезар            | Друз Јулије Цезар            |                      |                      |                             |                             |                             |                             |                             |                             |                                       |                                       | Ливила                                | Ливила                                | Ливила                                | Ливила                                | Ливила               | Ливила              |                        |                        |                               |                               |                               |                               |                               |                               |                       |                       |                         |                         |                         |                         |                         |                         |  |  |  |  |  |  |  |  |  |  |  |  |
|                                     |                                     |                                     |                                     |                                     |                                     |                          |                          |                                 |                                 |                                 |                                 |                                  |                                  |                                  |                                  |                                  |                                  |                        |                        |                             |                             |                             |                             |                             |                             |                          |                          |                              |                              |                              |                              |                              |                              |                      |                      |                             |                             |                             |                             |                             |                             |                                       |                                       |                                       |                                       |                                       |                                       |                      |                     |                        |                        |                               |                               |                               |                               | Клаудије Друз                 |                               |                       |                       |                         |                         |                         |                         |                         |                         |  |  |  |  |  |  |  |  |  |  |  |  |
|                                     |                                     |                                     |                                     |                                     |                                     |                          |                          |                                 |                                 |                                 |                                 |                                  |                                  |                                  |                                  |                                  |                                  |                        |                        |                             |                             |                             |                             |                             |                             |                          |                          |                              |                              |                              |                              |                              |                              |                      |                      |                             |                             |                             |                             |                             |                             |                                       |                                       |                                       |                                       |                                       |                                       |                      |                     |                        |                        |                               |                               |                               |                               |                               |                               |                       |                       |                         |                         |                         |                         |                         |                         |  |  |  |  |  |  |  |  |  |  |  |  |
|                                     |                                     |                                     |                                     | Јулија Млађа                        | Јулија Млађа                        | Јулија Млађа             | Јулија Млађа             | Јулија Млађа                    | Јулија Млађа                    |                                 |                                 |                                  |                                  | Гај Цезар (син Агрипе)           | Гај Цезар (син Агрипе)           | Гај Цезар (син Агрипе)           | Гај Цезар (син Агрипе)           | Гај Цезар (син Агрипе) | Гај Цезар (син Агрипе) |                             |                             |                             |                             |                             |                             |                          |                          |                              |                              |                              |                              |                              |                              | Тиберије Гемел       | Тиберије Гемел       | Тиберије Гемел              | Тиберије Гемел              | Тиберије Гемел              | Тиберије Гемел              |                             |                             | Јулија Ливија                         | Јулија Ливија                         | Јулија Ливија                         | Јулија Ливија                         | Јулија Ливија                         | Јулија Ливија                         |                      |                     |                        |                        |                               |                               |                               |                               |                               |                               |                       |                       |                         |                         |                         |                         |                         |                         |  |  |  |  |  |  |  |  |  |  |  |  |
|                                     |                                     |                                     |                                     | Јулија Млађа                        | Јулија Млађа                        | Јулија Млађа             | Јулија Млађа             | Јулија Млађа                    | Јулија Млађа                    |                                 |                                 |                                  |                                  | Гај Цезар (син Агрипе)           | Гај Цезар (син Агрипе)           | Гај Цезар (син Агрипе)           | Гај Цезар (син Агрипе)           | Гај Цезар (син Агрипе) | Гај Цезар (син Агрипе) |                             |                             |                             |                             |                             |                             |                          |                          |                              |                              |                              |                              |                              |                              | Тиберије Гемел       | Тиберије Гемел       | Тиберије Гемел              | Тиберије Гемел              | Тиберије Гемел              | Тиберије Гемел              |                             |                             | Јулија Ливија                         | Јулија Ливија                         | Јулија Ливија                         | Јулија Ливија                         | Јулија Ливија                         | Јулија Ливија                         |                      |                     |                        |                        |                               |                               |                               |                               | 2 Елија Петина                |                               |                       |                       |                         |                         |                         |                         |                         |                         |  |  |  |  |  |  |  |  |  |  |  |  |
|                                     |                                     |                                     |                                     |                                     |                                     |                          |                          |                                 |                                 |                                 |                                 |                                  |                                  |                                  |                                  |                                  |                                  |                        |                        |                             |                             |                             |                             |                             |                             |                          |                          |                              |                              |                              |                              |                              |                              |                      |                      |                             |                             |                             |                             |                             |                             |                                       |                                       |                                       |                                       |                                       |                                       |                      |                     |                        |                        |                               |                               |                               |                               |                               |                               |                       |                       |                         |                         |                         |                         |                         |                         |  |  |  |  |  |  |  |  |  |  |  |  |
| Агрипа Постум                       | Агрипа Постум                       | Агрипа Постум                       | Агрипа Постум                       | Агрипа Постум                       | Агрипа Постум                       |                          |                          | Луције Цезар                    | Луције Цезар                    | Луције Цезар                    | Луције Цезар                    | Луције Цезар                     | Луције Цезар                     |                                  |                                  |                                  |                                  | Агрипина Старија       | Агрипина Старија       | Агрипина Старија            | Агрипина Старија            | Агрипина Старија            | Агрипина Старија            |                             |                             | Германик                 | Германик                 | Германик                     | Германик                     | Германик                     | Германик                     |                              |                              |                      |                      |                             |                             |                             |                             |                             |                             |                                       |                                       |                                       |                                       | 2 Клаудије                            | 2 Клаудије                            | 2 Клаудије           | 2 Клаудије          | 2 Клаудије             | 2 Клаудије             |                               |                               |                               |                               |                               |                               |                       |                       |                         |                         |                         |                         |                         |                         |  |  |  |  |  |  |  |  |  |  |  |  |
| Агрипа Постум                       | Агрипа Постум                       | Агрипа Постум                       | Агрипа Постум                       | Агрипа Постум                       | Агрипа Постум                       |                          |                          | Луције Цезар                    | Луције Цезар                    | Луције Цезар                    | Луције Цезар                    | Луције Цезар                     | Луције Цезар                     |                                  |                                  |                                  |                                  | Агрипина Старија       | Агрипина Старија       | Агрипина Старија            | Агрипина Старија            | Агрипина Старија            | Агрипина Старија            |                             |                             | Германик                 | Германик                 | Германик                     | Германик                     | Германик                     | Германик                     |                              |                              |                      |                      |                             |                             |                             |                             |                             |                             |                                       |                                       |                                       |                                       | 2 Клаудије                            | 2 Клаудије                            | 2 Клаудије           | 2 Клаудије          | 2 Клаудије             | 2 Клаудије             |                               |                               |                               |                               |                               |                               |                       |                       |                         |                         |                         |                         |                         |                         |  |  |  |  |  |  |  |  |  |  |  |  |
|                                     |                                     |                                     |                                     |                                     |                                     |                          |                          |                                 |                                 |                                 |                                 |                                  |                                  |                                  |                                  |                                  |                                  |                        |                        |                             |                             |                             |                             |                             |                             |                          |                          |                              |                              |                              |                              |                              |                              |                      |                      |                             |                             |                             |                             |                             |                             |                                       |                                       |                                       |                                       |                                       |                                       |                      |                     |                        |                        |                               |                               |                               |                               | Клаудија Антонија             |                               |                       |                       |                         |                         |                         |                         |                         |                         |  |  |  |  |  |  |  |  |  |  |  |  |
|                                     |                                     |                                     |                                     |                                     |                                     |                          |                          |                                 |                                 |                                 |                                 |                                  |                                  |                                  |                                  |                                  |                                  |                        |                        |                             |                             |                             |                             |                             |                             |                          |                          |                              |                              |                              |                              |                              |                              |                      |                      |                             |                             |                             |                             |                             |                             |                                       |                                       |                                       |                                       |                                       |                                       |                      |                     |                        |                        |                               |                               |                               |                               |                               |                               |                       |                       |                         |                         |                         |                         |                         |                         |  |  |  |  |  |  |  |  |  |  |  |  |
| Луције Касије Лонгин (Друзилин муж) | Луције Касије Лонгин (Друзилин муж) | Луције Касије Лонгин (Друзилин муж) | Луције Касије Лонгин (Друзилин муж) | Луције Касије Лонгин (Друзилин муж) | Луције Касије Лонгин (Друзилин муж) |                          |                          | Јулија Друзила                  | Јулија Друзила                  | Јулија Друзила                  | Јулија Друзила                  | Јулија Друзила                   | Јулија Друзила                   |                                  |                                  | Друз Цезар                       | Друз Цезар                       | Друз Цезар             | Друз Цезар             | Друз Цезар                  | Друз Цезар                  |                             |                             | Јулија Ливила               | Јулија Ливила               | Јулија Ливила            | Јулија Ливила            | Јулија Ливила                | Јулија Ливила                |                              |                              | 4 Агрипина Млађа             | 4 Агрипина Млађа             | 4 Агрипина Млађа     | 4 Агрипина Млађа     | 4 Агрипина Млађа            | 4 Агрипина Млађа            |                             |                             |                             |                             | 1 Гнеј Домиције Ахенобарб (конзул 32) | 1 Гнеј Домиције Ахенобарб (конзул 32) | 1 Гнеј Домиције Ахенобарб (конзул 32) | 1 Гнеј Домиције Ахенобарб (конзул 32) | 1 Гнеј Домиције Ахенобарб (конзул 32) | 1 Гнеј Домиције Ахенобарб (конзул 32) |                      |                     |                        |                        |                               |                               |                               |                               |                               |                               |                       |                       |                         |                         |                         |                         |                         |                         |  |  |  |  |  |  |  |  |  |  |  |  |
| Луције Касије Лонгин (Друзилин муж) | Луције Касије Лонгин (Друзилин муж) | Луције Касије Лонгин (Друзилин муж) | Луције Касије Лонгин (Друзилин муж) | Луције Касије Лонгин (Друзилин муж) | Луције Касије Лонгин (Друзилин муж) |                          |                          | Јулија Друзила                  | Јулија Друзила                  | Јулија Друзила                  | Јулија Друзила                  | Јулија Друзила                   | Јулија Друзила                   |                                  |                                  | Друз Цезар                       | Друз Цезар                       | Друз Цезар             | Друз Цезар             | Друз Цезар                  | Друз Цезар                  |                             |                             | Јулија Ливила               | Јулија Ливила               | Јулија Ливила            | Јулија Ливила            | Јулија Ливила                | Јулија Ливила                |                              |                              | 4 Агрипина Млађа             | 4 Агрипина Млађа             | 4 Агрипина Млађа     | 4 Агрипина Млађа     | 4 Агрипина Млађа            | 4 Агрипина Млађа            |                             |                             |                             |                             | 1 Гнеј Домиције Ахенобарб (конзул 32) | 1 Гнеј Домиције Ахенобарб (конзул 32) | 1 Гнеј Домиције Ахенобарб (конзул 32) | 1 Гнеј Домиције Ахенобарб (конзул 32) | 1 Гнеј Домиције Ахенобарб (конзул 32) | 1 Гнеј Домиције Ахенобарб (конзул 32) |                      |                     |                        |                        |                               |                               |                               |                               |                               |                               |                       |                       |                         |                         |                         |                         |                         |                         |  |  |  |  |  |  |  |  |  |  |  |  |
|                                     |                                     |                                     |                                     |                                     |                                     |                          |                          |                                 |                                 |                                 |                                 |                                  |                                  |                                  |                                  |                                  |                                  |                        |                        |                             |                             |                             |                             |                             |                             |                          |                          |                              |                              |                              |                              |                              |                              |                      |                      |                             |                             |                             |                             |                             |                             |                                       |                                       |                                       |                                       |                                       |                                       |                      |                     |                        |                        |                               |                               |                               |                               | 3 Валерија Месалина           |                               |                       |                       |                         |                         |                         |                         |                         |                         |  |  |  |  |  |  |  |  |  |  |  |  |
|                                     |                                     |                                     |                                     |                                     |                                     |                          |                          |                                 |                                 |                                 |                                 |                                  |                                  |                                  |                                  |                                  |                                  |                        |                        |                             |                             |                             |                             |                             |                             |                          |                          |                              |                              |                              |                              |                              |                              |                      |                      |                             |                             |                             |                             |                             |                             |                                       |                                       |                                       |                                       |                                       |                                       |                      |                     |                        |                        |                               |                               |                               |                               |                               |                               |                       |                       |                         |                         |                         |                         |                         |                         |  |  |  |  |  |  |  |  |  |  |  |  |
|                                     |                                     |                                     |                                     | Милонија Цезонија                   | Милонија Цезонија                   | Милонија Цезонија        | Милонија Цезонија        | Милонија Цезонија               | Милонија Цезонија               |                                 |                                 | Гај Цезар (Калигула)             | Гај Цезар (Калигула)             | Гај Цезар (Калигула)             | Гај Цезар (Калигула)             | Гај Цезар (Калигула)             | Гај Цезар (Калигула)             |                        |                        | Нерон Јулије Цезар Германик | Нерон Јулије Цезар Германик | Нерон Јулије Цезар Германик | Нерон Јулије Цезар Германик | Нерон Јулије Цезар Германик | Нерон Јулије Цезар Германик |                          |                          |                              |                              |                              |                              |                              |                              |                      |                      |                             |                             |                             |                             |                             |                             |                                       |                                       |                                       |                                       |                                       |                                       |                      |                     |                        |                        |                               |                               |                               |                               |                               |                               |                       |                       |                         |                         |                         |                         |                         |                         |  |  |  |  |  |  |  |  |  |  |  |  |
|                                     |                                     |                                     |                                     | Милонија Цезонија                   | Милонија Цезонија                   | Милонија Цезонија        | Милонија Цезонија        | Милонија Цезонија               | Милонија Цезонија               |                                 |                                 | Гај Цезар (Калигула)             | Гај Цезар (Калигула)             | Гај Цезар (Калигула)             | Гај Цезар (Калигула)             | Гај Цезар (Калигула)             | Гај Цезар (Калигула)             |                        |                        | Нерон Јулије Цезар Германик | Нерон Јулије Цезар Германик | Нерон Јулије Цезар Германик | Нерон Јулије Цезар Германик | Нерон Јулије Цезар Германик | Нерон Јулије Цезар Германик |                          |                          |                              |                              |                              |                              |                              |                              |                      |                      |                             |                             |                             |                             |                             |                             |                                       |                                       |                                       |                                       |                                       |                                       |                      |                     |                        |                        |                               |                               |                               |                               |                               |                               |                       |                       |                         |                         |                         |                         |                         |                         |  |  |  |  |  |  |  |  |  |  |  |  |
|                                     |                                     |                                     |                                     |                                     |                                     |                          |                          |                                 |                                 |                                 |                                 |                                  |                                  |                                  |                                  |                                  |                                  |                        |                        |                             |                             |                             |                             |                             |                             |                          |                          |                              |                              |                              |                              |                              |                              |                      |                      |                             |                             |                             |                             |                             |                             |                                       |                                       |                                       |                                       |                                       |                                       | 1 Клаудија Октавија  | 1 Клаудија Октавија | 1 Клаудија Октавија    | 1 Клаудија Октавија    | 1 Клаудија Октавија           | 1 Клаудија Октавија           |                               |                               | Британик                      | Британик                      | Британик              | Британик              | Британик                | Британик                |                         |                         |                         |                         |  |  |  |  |  |  |  |  |  |  |  |  |
|                                     |                                     |                                     |                                     |                                     |                                     |                          |                          |                                 |                                 |                                 |                                 |                                  |                                  |                                  |                                  |                                  |                                  |                        |                        |                             |                             |                             |                             |                             |                             |                          |                          |                              |                              |                              |                              |                              |                              |                      |                      |                             |                             |                             |                             |                             |                             |                                       |                                       |                                       |                                       |                                       |                                       | 1 Клаудија Октавија  | 1 Клаудија Октавија | 1 Клаудија Октавија    | 1 Клаудија Октавија    | 1 Клаудија Октавија           | 1 Клаудија Октавија           |                               |                               | Британик                      | Британик                      | Британик              | Британик              | Британик                | Британик                |                         |                         |                         |                         |  |  |  |  |  |  |  |  |  |  |  |  |
|                                     |                                     |                                     |                                     |                                     |                                     |                          |                          | Јулија Друзила (Калигулина кћи) | Јулија Друзила (Калигулина кћи) | Јулија Друзила (Калигулина кћи) | Јулија Друзила (Калигулина кћи) | Јулија Друзила (Калигулина кћи)  | Јулија Друзила (Калигулина кћи)  |                                  |                                  |                                  |                                  |                        |                        |                             |                             | 1 Отон                      | 1 Отон                      | 1 Отон                      | 1 Отон                      | 1 Отон                   | 1 Отон                   |                              |                              | 2 Попеја Сабина              | 2 Попеја Сабина              | 2 Попеја Сабина              | 2 Попеја Сабина              | 2 Попеја Сабина      | 2 Попеја Сабина      |                             |                             | 2 Нерон                     | 2 Нерон                     | 2 Нерон                     | 2 Нерон                     | 2 Нерон                               | 2 Нерон                               |                                       |                                       |                                       |                                       |                      |                     |                        |                        |                               |                               |                               |                               |                               |                               |                       |                       |                         |                         |                         |                         |                         |                         |  |  |  |  |  |  |  |  |  |  |  |  |
|                                     |                                     |                                     |                                     |                                     |                                     |                          |                          | Јулија Друзила (Калигулина кћи) | Јулија Друзила (Калигулина кћи) | Јулија Друзила (Калигулина кћи) | Јулија Друзила (Калигулина кћи) | Јулија Друзила (Калигулина кћи)  | Јулија Друзила (Калигулина кћи)  |                                  |                                  |                                  |                                  |                        |                        |                             |                             | 1 Отон                      | 1 Отон                      | 1 Отон                      | 1 Отон                      | 1 Отон                   | 1 Отон                   |                              |                              | 2 Попеја Сабина              | 2 Попеја Сабина              | 2 Попеја Сабина              | 2 Попеја Сабина              | 2 Попеја Сабина      | 2 Попеја Сабина      |                             |                             | 2 Нерон                     | 2 Нерон                     | 2 Нерон                     | 2 Нерон                     | 2 Нерон                               | 2 Нерон                               |                                       |                                       |                                       |                                       |                      |                     |                        |                        |                               |                               |                               |                               |                               |                               |                       |                       |                         |                         |                         |                         |                         |                         |  |  |  |  |  |  |  |  |  |  |  |  |
|                                     |                                     |                                     |                                     |                                     |                                     |                          |                          |                                 |                                 |                                 |                                 |                                  |                                  |                                  |                                  |                                  |                                  |                        |                        |                             |                             |                             |                             |                             |                             |                          |                          |                              |                              |                              |                              |                              |                              |                      |                      |                             |                             |                             |                             |                             |                             |                                       |                                       |                                       |                                       |                                       |                                       | 3 Статилија Месалина |                     |                        |                        |                               |                               |                               |                               |                               |                               |                       |                       |                         |                         |                         |                         |                         |                         |  |  |  |  |  |  |  |  |  |  |  |  |
|                                     |                                     |                                     |                                     |                                     |                                     |                          |                          |                                 |                                 |                                 |                                 |                                  |                                  |                                  |                                  |                                  |                                  |                        |                        |                             |                             |                             |                             |                             |                             |                          |                          |                              |                              |                              |                              |                              |                              |                      |                      |                             |                             |                             |                             |                             |                             |                                       |                                       |                                       |                                       |                                       |                                       |                      |                     |                        |                        |                               |                               |                               |                               |                               |                               |                       |                       |                         |                         |                         |                         |                         |                         |  |  |  |  |  |  |  |  |  |  |  |  |
|                                     |                                     |                                     |                                     |                                     |                                     |                          |                          |                                 |                                 |                                 |                                 |                                  |                                  |                                  |                                  |                                  |                                  |                        |                        |                             |                             |                             |                             |                             |                             |                          |                          |                              |                              |                              |                              |                              |                              | Клаудија Августа     |                      |                             |                             |                             |                             |                             |                             |                                       |                                       |                                       |                                       |                                       |                                       |                      |                     |                        |                        |                               |                               |                               |                               |                               |                               |                       |                       |                         |                         |                         |                         |                         |                         |  |  |  |  |  |  |  |  |  |  |  |  |